# NGC 430
NGC 430 (również PGC 4376 roku UGC 765) – galaktyka eliptyczna (E), znajdująca się w gwiazdozbiorze Wieloryba. Odkrył ją William Herschel 1 października 1785 roku.